# Sybil Bauer
Sybil Lorina Bauer (18. september 1903 i Chicago - 31. januar 1927 smst) var en amerikansk svømmer som deltog i OL 1924 i Paris.
Bauer blev olympisk mester i svømning under OL 1924 i Paris. Hun vandt 100 m rygsvømning i tiden 1:23.2, ny olympisk rekord og fire sekunder hurtigere end sølvvinderen Phyllis Harding fra Storbritannien. I perioden 1921 til 1926 satte hun 23 verdensrekorder.
Bauer var forlovet med den fremtidige tv-vært Ed Sullivan, men hun døde af kræft i 1927, kun 23 år gammel.